# Raadi
Koordinaten: 57° 46′ N, 27° 18′ O
Raadi ist ein Dorf (estnisch küla) in der estnischen Landgemeinde Võru (bis 2017 Vastseliina) im Kreis Võru (Werro).
In Raadi befinden sich die Ruinen eines 1808 eingesegneten Gebetshauses mit einem historischen Mantelschornstein.
Die Geschichte des Dorfs ist eng mit dem heutigen Tartuer Stadtteil Raadi verbunden. Die Gutsherren von Raadi (Ratshof) bei Tartu, das deutschbaltische Adelsgeschlecht von Liphard(t), denen das Gebiet um Vastseliina seit 1757 gehörte, ließen in den Süden Bauern aus der Umgebung von Tartu (Dorpat) ansiedeln, um das gute Ackerland zu bestellen. Das Gebiet um Vastseliina war zu jener Zeit durch Pest und Kriege fast menschenleer geworden.